# Azarowo (stacja kolejowa)
Azarowo (ros. Азарово) – stacja kolejowa w miejscowości Kaługa, w okręgu miejskim Kaługa, w obwodzie kałuskim, w Rosji. Położona jest na linii Wiaźma – Kaługa – Tuła.